# Castlà
Un castlà, castellà o carlà era el vassall encarregat de la guarda, la defensa i el govern d'una castlania que incloïa el castell sovint també el territori (normalment un feu) o terme circumdant. Als documents de l'edat mitjana escrits en llatí, són anomenats castellanus o castlanus. Molt sovint convé de diferenciar, amb relació a un mateix castell, l'existència d'un castlà major i d'un castlà menor o sotscastlà. El castlà podia ésser un cavaller, molt sovint de procedència no noble, que rebé, a l'edat mitjana central, d'un magnat, un vassall del comte, l'encàrrec temporal o no de tindre un castell, amb les terres i drets que en depenien. El castlà normalment tenia els seus propis cavallers.